# Мекс
Мекс (фр. Maixe) — коммуна во французском департаменте Мёрт и Мозель региона Лотарингия. Относится к  кантону Люневиль-Нор.	

## География

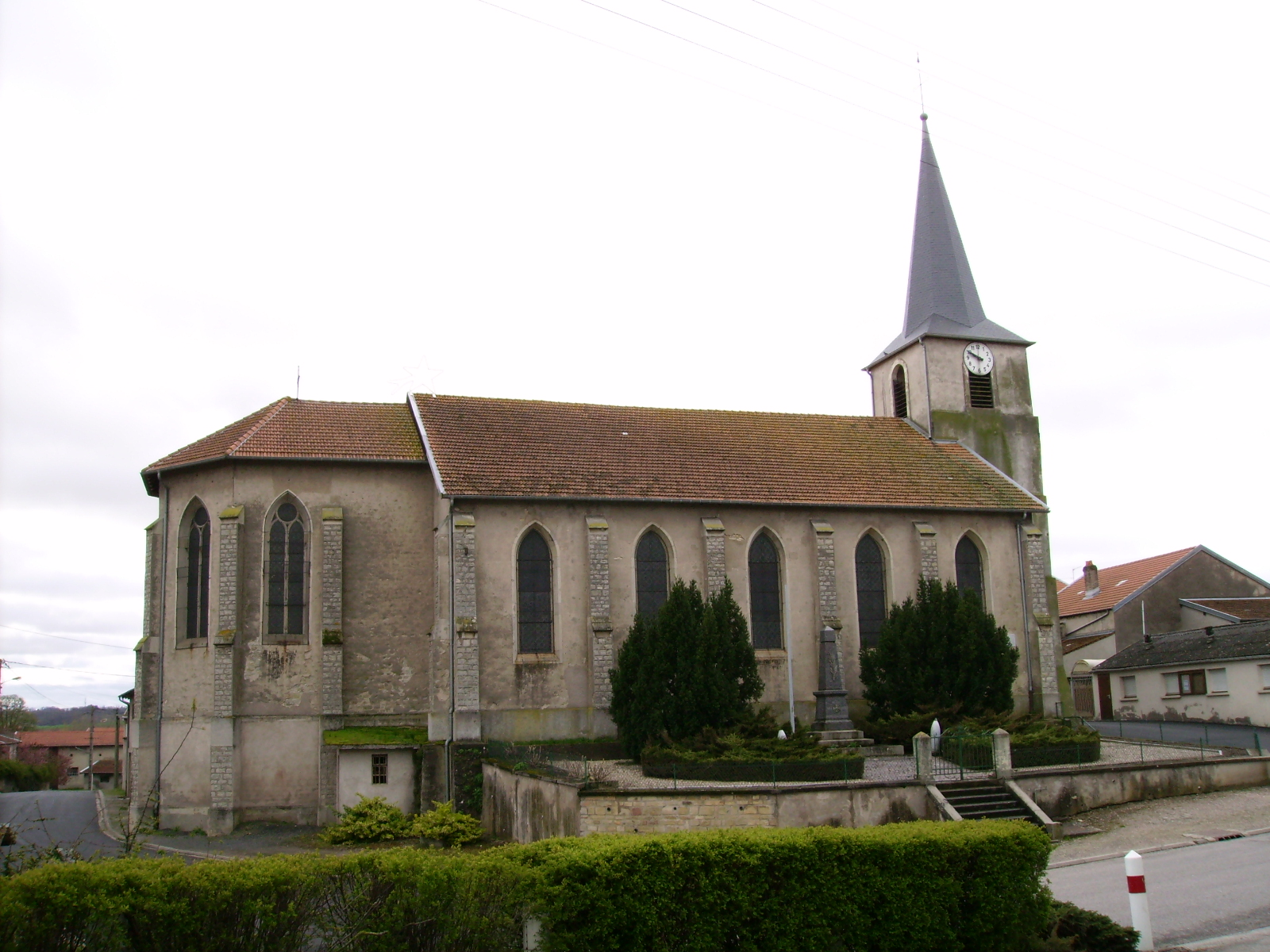
Церковь Сен-Мартен в Мексе.

Мекс расположен в 20 км к востоку от Нанси и в 7,5 км к северо-западу от Люневиля. Соседние коммуны: Энвиль-о-Жар и Равиль-сюр-Санон на северо-востоке, Бонвиллер на юго-востоке, Дёвиль на юге, Фленваль на юго-западе, Кревик на западе, Друвиль на северо-западе. 
Мекс состоит из трёх отдельных районов: центрального района Гран-Мекс (Grande Maixe), Пети-Мекс (Petite Maixe) и бывшей деревни Сален-де-Мекс (Saline de Maixe). Стоит на реке Санон, притоке Мёрта. Мекс пересекает канал Марна — Рейн, который разделяет Гран-Мекс и Пети-Мекс. В Мексе находится шлюз канала № 19.

## История
- На территории 	коммуны обнаружены следы поселения эпохи Меровингов.
- Первое упоминание поселения Марш (Marches) и его сеньора, зависимых от аббатства Бопре — в 1130 году.
- Церковь Сен-Мартен датируется концом XV века.
- Тридцатилетняя война привела к почти полной депопуляции деревни, в которой к 1647 году оставалось не более 2 хозяйств.
- В 1696 году на противоположном берегу Санона появилась деревня Пети-Мекс.
- В 1855 году эпидемия холеры унесла жизни 30 крестьян.
- В XIX веке началась индустриализация Мекса с введением соледобывающего предприятия в 1880-1881 годах.

## Демография
Население коммуны на 2010 год составляло 432 человека.
| 1962 | 1968 | 1975 | 1982 | 1990 | 1999 | 2010 |
| ---- | ---- | ---- | ---- | ---- | ---- | ---- |
| 394  | 350  | 310  | 374  | 387  | 394  | 432  |

## Достопримечательности
- Шлюз на канале Марна — Рейн.
- Франкский некрополь, разрушен в 1881 году.
- Солевые копи и соледобывающее предприятие Мекс, построено в 1881-1884 годах. Производство прекращено в 1966 году.
- Церковь Сен-Мартен: старая церковь была разрушена в XVI веке. Новая построена в 1896-1898 годах, пострадала во время Первой мировой войны.